# Незалежне (Кривий Ріг)
Незале́жне  — житловий масив розташований у Довгинцівському районі Кривого Рогу.
Закладений у 30-х рр.  ХХ століття. Складається з 9 вулиць. Має 85 приватних будинків, мешкає 237 осіб.